# تروي روبرتس (صحفي)
تروي روبرتس (بالإنجليزية: Troy Roberts)‏ هو صحفي ومذيع أخبار ومراسل أمريكي، ولد في 9 سبتمبر 1962 في فيلادلفيا في الولايات المتحدة.